# Jessenia Uceda
Jessenia Uceda (Lima, 14 de agosto de 1981) es una exvoleibolista peruana. Con la selección femenina de voleibol del Perú participó en los Juegos Olímpicos de 2000 y el World Grand Prix de 2017. Su último equipo fue el Deportivo Wanka de la Liga Peruana de Vóley Femenino.

## Clubes
| Club                   | País           | Año       |
| ---------------------- | -------------- | --------- |
| Deportivo Wanka        | Perú           | 1999-2000 |
| Iowa Wesleyan          | Estados Unidos | 2003-2004 |
| Zeiler Köniz           | Suiza          | 2007      |
| Alianza Lima           | Perú           | 2008      |
| RC Vanajan             | Finlandia      | 2008-2009 |
| Deportivo Géminis      | Perú           | 2009-2010 |
| Riso Scotti Pavia      | Italia         | 2010-2011 |
| Universidad San Martín | Perú           | 2012-2013 |
| Regatas Lima           | Perú           | 2014-2020 |
| Universidad San Martín | Perú           | 2021      |
| Deportivo Alianza      | Perú           | 2021-2022 |
| Deportivo Wanka        | Perú           | 2024      |